# Rijksbureau voor Kunsthistorische Documentatie
El Rijksbureau voor Kunsthistorische Documentatie (RKD; traducido literalmente, ‘Instituto neerlandés para la Historia del Arte’) es el centro de historia del arte más grande del mundo[cita requerida], situado en La Haya, en los Países Bajos. El centro está especializado en documentación, archivos y libros sobre la historia del arte en Occidente desde la Edad Media hasta la actualidad. Desde 1995 el RKD es una organización independiente; sin embargo, las colecciones gestionadas por la fundación siguen siendo propiedad del Estado neerlandés.
Todo su contenido se encuentra abierto al público y gran parte está digitalizado y disponible en su sitio web. El objetivo principal de la institución es recoger, clasificar e investigar sobre arte, especialmente sobre la pintura barroca de los Países Bajos.
La biblioteca tiene unos 450 000 títulos, de los cuales cerca de 150 000 son catálogos de subasta, y alberga unas 3000 revistas. Aunque gran parte del catálogo está en neerlandés, el formato de registro estándar incluye un enlace con entradas de biblioteca e imágenes de trabajos conocidos, que incluyen títulos tanto en inglés como en neerlandés.
El RKD también gestiona la versión neerlandesa del Art & Architecture Thesaurus, un tesauro de términos para la gestión de la información sobre arte y arquitectura.